# San-ming
San-ming (čínsky pchin-jinem Sānmíng, znaky 三明) je městská prefektura v Čínské lidové republice. Leží na západě provincie Fu-ťien, má rozlohu 22 977 čtverečních kilometrů a v roce 2020 v ní žilo téměř dva a půl milionu obyvatel.

## Poloha
San-ming hraničí na severu s Nan-pchingem, na východě s Fu-čou, na jihovýchodě s Čchüan-čou, na jihu s Lung-jenem a na západě s provincií Ťiang-si.

## Administrativní členění
Městská prefektura San-ming se člení na jedenáct celků okresní úrovně, a sice dva městské obvody, jeden městský okres a osm okresů.
| San-jüan Ša-sien okres · Ming-si okres · Čching-liou okres · Ning-chua okres · Ta-tchien okres · Jou-si okres · Ťiang-le okres · Tchaj-ning okres · Ťien-ning městský okres · Jung-an |        |                       |                       |                    |                                  |
| Název | Název  | Počet obyvatel (2010) | Počet obyvatel (2020) | Rozloha km² (2020) | Hustota zalidnění (obyv. na km²) |
| český přepis | znaky  | Počet obyvatel (2010) | Počet obyvatel (2020) | Rozloha km² (2020) | Hustota zalidnění (obyv. na km²) |
| Městské obvody |        |                       |                       |                    |                                  |
| San-jüan | 三元区 | 375 497               | 408 051               | 1 152              | 354                              |
| Ša-sien | 沙县区 | 226 669               | 250 503               | 3 420              | 73                               |
| Městský okres |        |                       |                       |                    |                                  |
| Jung-an | 永安市 | 347 042               | 344 793               | 2 931              | 118                              |
| Okresy |        |                       |                       |                    |                                  |
| Ming-si | 明溪县 | 102 667               | 98 930                | 1 799              | 6055                             |
| Čching-liou | 清流县 | 136 248               | 118 029               | 1 731              | 68                               |
| Ning-chua | 宁化县 | 272 443               | 261 579               | 1 806              | 145                              |
| Ta-tchien | 大田县 | 311 631               | 299 513               | 2 407              | 124                              |
| Jou-si | 尤溪县 | 352 067               | 341 638               | 2 232              | 153                              |
| Ťiang-le | 将乐县 | 148 867               | 144 943               | 2 241              | 65                               |
| Tchaj-ning | 泰宁县 | 110 278               | 104 071               | 1 528              | 68                               |
| Ťien-ning | 建宁县 | 119 979               | 114 400               | 1 730              | 66                               |
| |        |                       |                       |                    |                                  |
| Celkem | Celkem | 2 503 388             | 2 486 450             | 22 977             | 108                              |

## Partnerská města
- , XV. obvod (Budapešť), Maďarsko (22. prosinec 2009)

- Lansing, Michigan, Spojené státy americké (10. září 1997)